# Международный аэропорт имени Эрика Нильсена
Международный аэропорт имени Эрика Нильсена — международный аэропорт, расположенный в городе Уайтхорс, территории Юкон, Канада. Он является частью Национальной системы аэропортов, принадлежит и управляется правительством Юкона. 15 декабря 2008 года аэропорт был переименован в честь давнего члена парламента Юкона Эрика Нильсена. В 2012 году терминал обслужил 294 000 пассажиров, что на 94% больше, чем в 2002 году. К 2017 году это число возросло до 366 000. Аэропорт является базой для авиакомпании Air North.

## История

### Создание
Аэропорт построен между 1940 и 1941 годами федеральным министерством транспорта. По завершении строительства он был передан Королевским канадским военно-воздушным силам (RCAF) в 1942 году как часть Северо-Западного промежуточного маршрута под названием станция RCAF Whitehorse. Он был закрыт в качестве военного аэропорта в 1968 году и далее работал в качестве гражданского аэропорта.
Аэропорт классифицируется как аэропорт въезда Nav Canada и укомплектован Канадским агентством пограничной службы (CBSA). Сотрудники CBSA в этом аэропорту могут обслуживать самолеты с не более чем 50 пассажирами; однако они могут обслужить до 225 пассажиров, если самолет выгружается поэтапно.
Аэропорт имеет две стационарные базы операторов по заправке топливом, ограниченные средства технического обслуживания воздушных судов. Диспетчерская вышка работает с 7 утра до 9 вечера по местному времени, а станция обслуживания полетов Уайтхорс предоставляет Консультационные услуги в аэропорту в течение оставшихся часов. В дополнение к регулярному коммерческому обслуживанию, многочисленные мелкие чартерные операторы и пилоты из районов буша пользуются услугами аэропорта. Он служит главной базой для водных бомбардировщиков, используемых в операциях по тушению лесных пожаров. Аэропорт также контролирует водный аэродром Уайтхорс и базу плавучих самолетов на озере Сватка.
Во время террористических актов 11 сентября 2001 года два самолёта, приближавшиеся к США из Азии, были перенаправлены в Уайтхорс в рамках операции «Жёлтая лента». Один из этих самолетов Boeing 747, выполнявший рейс 85 авиакомпании Korean Air, был под подозрением захвата. Однако, это не соответствовало действительности: подозрение возникло в результате непонимания, а у самолета было мало топлива. Многие жители в центре города рядом с аэропортом были эвакуированы в качестве меры предосторожности. Свидетели посадки данного самолёта видели, как Королевская канадская конная полиция (RCMP) приказала южнокорейскому экипажу выйти из самолёта под угрозой оружия.
Стоянку аэропорта украшает установленный на постаменте старый канадский самолет Pacific Air Lines Douglas DC-3, который служит также флюгером.

### История обслуживание авиакомпаний
Начиная с начала 1940-х годов регулярные пассажирские перевозки осуществлялись авиакомпанией Canadian Pacific Air Lines. Canadian Pacific и ее преемник CP Air осуществляли полеты в Ванкувер, Британская Колумбия; Эдмонтон, Альберта; Принс-Джордж, Британская Колумбия; Форт-Сент-Джон, Британская Колумбия; Форт-Нельсон, Британская Колумбия и Уотсон-Лейк, Юкон. Другие пункты назначения на Юконе, а также в Фэрбанкс, штат Аляска, также обслуживались Canadian Pacific в середине 1940-х годов, и впоследствии эти рейсы были прекращены. CP Air обслуживала Уайтхорс в 1970-х годах реактивными лайнерами Boeing 737-200 с прямыми, без пересадок, полетами во все вышеперечисленные пункты назначения в Канаде. Другие рейсы в пределах тихоокеанского побережья Канады на протяжении многих лет ранее выполнялись двухмоторными пропеллерными самолетами Lockheed Model 18 Lodestar, Douglas DC-3, Convair 240, а также более крупными четырехмоторными пропеллерными самолетами Douglas DC-4 и Douglas DC-6B, а также турбовинтовыми самолетами Bristol Britannia. Впоследствии  CP Air была приобретена объединением авиаперевозчиков Pacific Western Airlines, работавшим тогда с Canadian Airlines International. Данная авиакомпания продолжала обслуживать аэропорт Уайтхорса реактивными самолетами Boeing 737 вплоть до конца 1990-х годов, когда этот авиаперевозчик был приобретен Air Canada в 2000 году. В начале и середине 1980-х годов Pacific Western осуществляла беспосадочные рейсы из аэропорта Уайтхорс в Эдмонтон, Принс-Джордж (далее в Ванкувер) и Йеллоунайф, Северо-Западные территории (далее в Виннипег). В середине и конце 1970-х годов аэропорт также обслуживался виннипегской авиакомпанией Transair (Канада), которая несколько дней в неделю выполняла рейсы Boeing 737-200 и Fokker F28 Fellowship в Виннипег, с промежуточными остановками в Йеллоунайфе и Черчилле, Манитоба. Впоследствии Transair также была приобретена компанией Pacific Western Airlines. Еще одним авиаперевозчиком, обсуживавшимся в аэропорте Уайтхорс в начале и середине 1970-х годов, была международная авиакомпания Jetair, выполнявшая по будням на турбовинтовых самолетах Lockheed L-188 Electra беспосадочные рейсы в Инувик с дальнейшим продолжением рейса раз в несколько дней в Форт-Нельсон.
В начале 1960-х годов  американская компания Pan American World Airways (Pan Am) осуществляла рейсы в Уайтхорс в рамках маршрута, связывающего Сиэтл с Аляской. Полеты проходили на Douglas DC-4, позднее на Douglas DC-6B по маршруту Сиэтл-Кетчикан-Джуно-Уайтхорс-Фэрбенкс-Галена-Ном.
Несколько аляскинских авиалиний также сотрудничали с аэропортом Уайтхорс. В 1970-е годы Wien Air Alaska эксплуатировала реактивные лайнеры Boeing 737-200, а также турбовинтовые самолеты Fairchild Hiller FH-227 по маршрутами Анкоридж-Фэрбенкс-Уайтхорс-Джуно. В 1980-е Era Aviation осуществляла беспересадочный рейс между Анкориджем и Уайтхорсом турбовинтовыми самолетами Convair 580.

### Подразделения
Аэропорт имеет свою собственную пожарную службу с тремя аварийными тендерами и одной машиной супервайзера, базирующейся на пожарной станции на территории аэропорта